# Russula rhodomelanea
Espèce
Synonymes
- Russula emeticella (Singer) Romagn[2],[3].
- Russula mairei var. rhodomelanea (Sarnari) Reumaux, 2003[4]

Russula rhodomelanea est une espèce de champignons (Fungi) de la famille des Russulacées et du genre Russula.
Il s'agit d'une petite Russule au goût âcre dont le chapeau arbore un rouge franc, plus sombre en son centre. Son pied noircit lentement, parfois plusieurs heures après sa récolte. Elle pousse en association mycorhizienne avec les Chênes sur sol argileux humide.